# Rafał
Rafał ist ein männlicher Vorname.

## Herkunft und Bedeutung
Er ist die polnische Variante des Vornamens Raphael.

## Bekannte Namensträger (Auswahl)
- Rafał Antoniewski (* 1980), polnischer Schachspieler
- Rafał Augustyn (Komponist) (* 1951), polnischer Komponist
- Rafał Augustyn (Leichtathlet) (* 1984), polnischer Leichtathlet
- Rafał Bartek (* 1977), Lehrer, Kommunalpolitiker, Angehöriger und Politiker der Deutschen Minderheit in Polen
- Rafał Blechacz (* 1985), polnischer Pianist
- Rafał Brzozowski (* 1981), polnischer Sänger und Fernsehmoderator
- Rafał Dutkiewicz (* 1959), polnischer Politiker, von 2002 bis 2018 Stadtpräsident von Breslau
- Rafał Gikiewicz (* 1987), polnischer Fußballtorhüter
- Rafał Gliński (* 1982), polnischer Handballspieler
- Rafał Hadziewicz (1803–1883), polnischer Historien- und Ikonenmaler
- Rafał Hawel (* 1984), polnischer Badmintonspieler
- Rafał Hejmej (* 1980), polnischer Ruderer
- Rafał Jackiewicz (* 1977), polnischer Profiboxer und ehemaliger Kickboxer
- Rafał Kubicki (* 1974), polnischer Historiker, Professor für Mittelalterliche Geschichte
- Rafał Kuptel (* 1976), polnischer Handballspieler
- Rafał Majewski (* 1991), polnischer Soul- und Pop-Sänger
- Rafał Majka (* 1989), polnischer Straßenradrennfahrer
- Rafał Markowski (* 1958), polnischer römisch-katholischer Geistlicher, Theologe und Weihbischof in Warschau
- Rafał Maszkowski (1838–1901), polnischer Musiker, Dirigent und Geiger
- Rafał Mazur (* 1971), polnischer Jazz- und Improvisationsmusiker
- Rafał Milach (* 1978), polnischer bildender Künstler und Fotograf
- Rafał Omelko (* 1989), polnischer Sprinter (400-Meter-Lauf)
- Rafał Przybylski (* 1991), polnischer Handballspieler
- Rafał Ratajczyk (* 1983), polnischer Bahn- und Straßenradrennfahrer
- Rafał Riedel (* 1975), polnischer Politikwissenschaftler und Professor
- Rafał Sarnecki (* 1990), polnischer Radsportler
- Rafał Sarnecki (Musiker) (* 1982), polnischer Jazzmusiker (Gitarre, Komposition)
- Rafał Śliż (* 1983), polnischer Skispringer
- Rafał Sznajder (1972–2014), polnischer Fechter, drei Mal Olympia-Teilnehmer
- Rafał Szukała (* 1971), polnischer Schwimmer, 1994 Weltmeister im Schmetterlingsschwimmen
- Rafał Taubenschlag (1881–1958), polnischer Rechtshistoriker
- Rafał Trzaskowski (* 1972), polnischer Politiker
- Rafał Wilk (* 1974), polnischer Paracycler und ehemaliger Speedwayfahrer
- Rafał Wojaczek (1945–1971), polnischer Lyriker
- Rafał Wolski (* 1992), polnischer Fußballspieler
- Rafał Zawierucha (* 1986), polnischer Schauspieler
- Rafał Ziemkiewicz (* 1964), polnischer Publizist und Autor von Science-Fiction- und Fantasy-Romanen